# Puy-l’Évêque
Puy-l’Évêque – miejscowość i gmina we Francji, w regionie Oksytania, w departamencie Lot. W 2013 roku populacja gminy wynosiła 2077 mieszkańców. Przez teren gminy przepływa rzeka Lot.

## Współpraca
Miejscowość partnerska:
- Héron, Belgia